# Ka Long
Ka Long là một phường thuộc thành phố Móng Cái, tỉnh Quảng Ninh, Việt Nam.

## Địa lý
Phường Ka Long nằm ở trung tâm thành phố Móng Cái, thuộc hữu ngạn sông Ka Long. Địa giới hành chính phường:
- Phía đông giáp các phường Trần Phú và phường Hòa Lạc với ranh giới là sông Ka Long
- Phía tây và phía nam giáp phường Ninh Dương
- Phía bắc giáp Trung Quốc.

Phường Ka Long có diện tích 1,53 km², dân số năm 1999 là 6.068 người, mật độ dân số đạt 3.966 người/km².

## Lịch sử
Trước đây, Ka Long là tên một khu thuộc thị trấn Móng Cái, huyện lỵ huyện Hải Ninh cũ.
Ngày 20 tháng 7 năm 1998, Chính phủ ban hành Nghị định số 52/1998/NĐ-CP. Theo đó, chuyển huyện Hải Ninh thành thị xã Móng Cái và thành lập phường Ka Long thuộc thị xã Móng Cái trên cơ sở khu Ka Long của thị trấn Móng Cái.
Sau khi thành lập, phường Ka Long có 152,8 ha diện tích tự nhiên, dân số là 6.068 người.